# James Jarvis
Pour les articles homonymes, voir Jarvis.
James Jarvis (né le 7 décembre 1907 à Fort Williams, dans la province de l'Ontario au Canada – mort le 7 mai 1983) est un joueur professionnel canadien de hockey sur glace,.

## Carrière de joueur
Il commence sa carrière professionnelle en 1929-1930 avec les Pirates de Pittsburgh de la Ligue nationale de hockey. Il suit le club lorsqu'il déménage à Philadelphie la saison suivante. Il joue ensuite cinq saisons complètes en hockey mineur avant de revenir brièvement dans la LNH avec les Maple Leafs de Toronto.
Après quatre autres saisons ens mineur, il fait son service militaire. Après deux ans, il se joint aux Bears de Hershey de la Ligue américaine de hockey pour une ultime saison.

## Statistiques
| Saison     | Équipe                   | Ligue       |     | Saison régulière | Saison régulière | Saison régulière | Saison régulière | Saison régulière |   | Séries éliminatoires | Séries éliminatoires | Séries éliminatoires | Séries éliminatoires | Séries éliminatoires |
| Saison     | Équipe                   | Ligue       | PJ  | B                | A                | Pts              | Pun              | PJ               | B | A                    | Pts                  | Pun                  |                      |                      |
| 1927-1928  | Ports de Port Arthur     | TBSHL       | 20  | 13               | 7                | 20               | 14               | -                | - | -                    | -                    | -                    |                      |                      |
| 1928-1929  | Ports de Port Arthur     | TBSHL       | 17  | 13               | 5                | 18               | 10               | 2                | 1 | 1                    | 2                    | 0                    |                      |                      |
| 1928-1929  | Ports de Port Arthur     | Coupe Allan | -   | -                | -                | -                | -                | 7                | 4 | 4                    | 8                    | 6                    |                      |                      |
| 1929-1930  | Pirates de Pittsburgh    | LNH         | 44  | 11               | 8                | 19               | 32               | -                | - | -                    | -                    | -                    |                      |                      |
| 1930-1931  | Quakers de Philadelphie  | LNH         | 44  | 5                | 7                | 12               | 30               | -                | - | -                    | -                    | -                    |                      |                      |
| 1931-1932  | Indians de Springfield   | Can-Am      | 39  | 4                | 5                | 9                | 24               | -                | - | -                    | -                    | -                    |                      |                      |
| 1932-1933  | Bisons de Buffalo        | LIH         | 37  | 11               | 6                | 17               | 14               | 6                | 0 | 3                    | 3                    | 0                    |                      |                      |
| 1933-1934  | Bisons de Buffalo        | LIH         | 44  | 12               | 3                | 15               | 25               | 6                | 0 | 3                    | 3                    | 2                    |                      |                      |
| 1934-1935  | Bisons de Buffalo        | LIH         | 44  | 8                | 11               | 19               | 16               | -                | - | -                    | -                    | -                    |                      |                      |
| 1935-1936  | Bisons de Buffalo        | LIH         | 48  | 13               | 9                | 22               | 20               | 5                | 0 | 1                    | 1                    | 0                    |                      |                      |
| 1936-1937  | Bisons de Buffalo        | IAHL        | 10  | 3                | 0                | 3                | 6                | -                | - | -                    | -                    | -                    |                      |                      |
| 1936-1937  | Stars de Syracuse        | IAHL        | 12  | 1                | 1                | 2                | 24               | 7                | 0 | 0                    | 0                    | 7                    |                      |                      |
| 1936-1937  | Maple Leafs de Toronto   | LNH         | 24  | 1                | 0                | 1                | 0                | -                | - | -                    | -                    | -                    |                      |                      |
| 1937-1938  | Reds de Providence       | IAHL        | 47  | 6                | 6                | 12               | 4                | 7                | 1 | 1                    | 2                    | 0                    |                      |                      |
| 1938-1939  | Reds de Providence       | IAHL        | 51  | 2                | 16               | 18               | 14               | 5                | 0 | 0                    | 0                    | 0                    |                      |                      |
| 1939-1940  | Reds de Providence       | IAHL        | 27  | 9                | 15               | 24               | 6                | -                | - | -                    | -                    | -                    |                      |                      |
| 1939-1940  | Bears de Hershey         | IAHL        | 23  | 9                | 12               | 21               | 4                | 6                | 1 | 0                    | 1                    | 2                    |                      |                      |
| 1940-1941  | Gold Miners de Geraldton | GBHL        | 19  | 4                | 4                | 8                | 4                | 4                | 1 | 0                    | 1                    | 0                    |                      |                      |
| 1943-1944  | Bears de Hershey         | LAH         | 31  | 8                | 14               | 22               | 2                | 7                | 1 | 1                    | 2                    | 0                    |                      |                      |
| Totaux LNH | Totaux LNH               | Totaux LNH  | 112 | 17               | 15               | 32               | 62               | -                | - | -                    | -                    | -                    |                      |                      |